# 櫻井譲士
櫻井 譲士（さくらい じょうじ、1987年12月13日 - ）は、TVQ九州放送のアナウンサー。東京都新宿区出身。

## 来歴・人物
- 法政大学卒業。
- テレビ朝日アスクでの受講を経て、2010年に鹿児島放送へアナウンサーとして入社。
- 2011年、第10回ANNアナウンサー賞でのスポーツ実況部門で新人賞を受賞[2]。
- 2017年7月から9ヶ月間テレビ朝日へ出向[3]し、スーパーJチャンネルでのリポートなどを担当、KKBを退社した時期は不明。
- その後、再びテレビ朝日アスクを受講し[4]、TVQ九州放送に中途入社[5]。
- 趣味はゴルフ。

## 担当・出演番組

### 現在

#### TVQ九州放送
- テレQスーパースタジアム（実況・ベンチリポート）
- ホークスプラス
- Fan!Fun!スポーツ→ファンスポ（ホークスコーナーMC）
- テレQニュース
- ブルーリバーの望むところだ!（MC、ナレーター）

### 過去

#### TOKYO MX
- U・LA・LA@7（TOKYO MX）
  - テレビ朝日アスク受講時期に吉田圭吾（現：福井テレビアナウンサー）・長島弘樹（現：東海テレビアナウンサー）とともに2009年4月1日から半年間出演[6]

#### 鹿児島放送
- ドォーモ（九州朝日放送製作 鹿児島放送にもネット、2015年12月）
  - 松原大祐（熊本朝日放送アナウンサー）・長岡大雅（九州朝日放送アナウンサー）と共にVTR出演[7]。
- ひる前!ときめきTV
  - ガーデニング企画に不定期出演[8]。
- KKBスーパーJチャンネル（鹿児島放送）
  - 月 - 木曜キャスター（2011年4月4日 - 2012年3月29日）
  - 全曜日キャスター（2012年4月2日 - 2017年6月23日）
- KKBニュース

#### TVQ九州放送
- ふくおかサテライト
- ごちそうマエストロ